# 371
Năm 371 là một năm trong lịch Julius.